# Amblyseius indirae
Amblyseius indirae är en spindeldjursart som beskrevs av Gupta 1985. Amblyseius indirae ingår i släktet Amblyseius och familjen Phytoseiidae. Inga underarter finns listade i Catalogue of Life.